# 海爾梅鄉

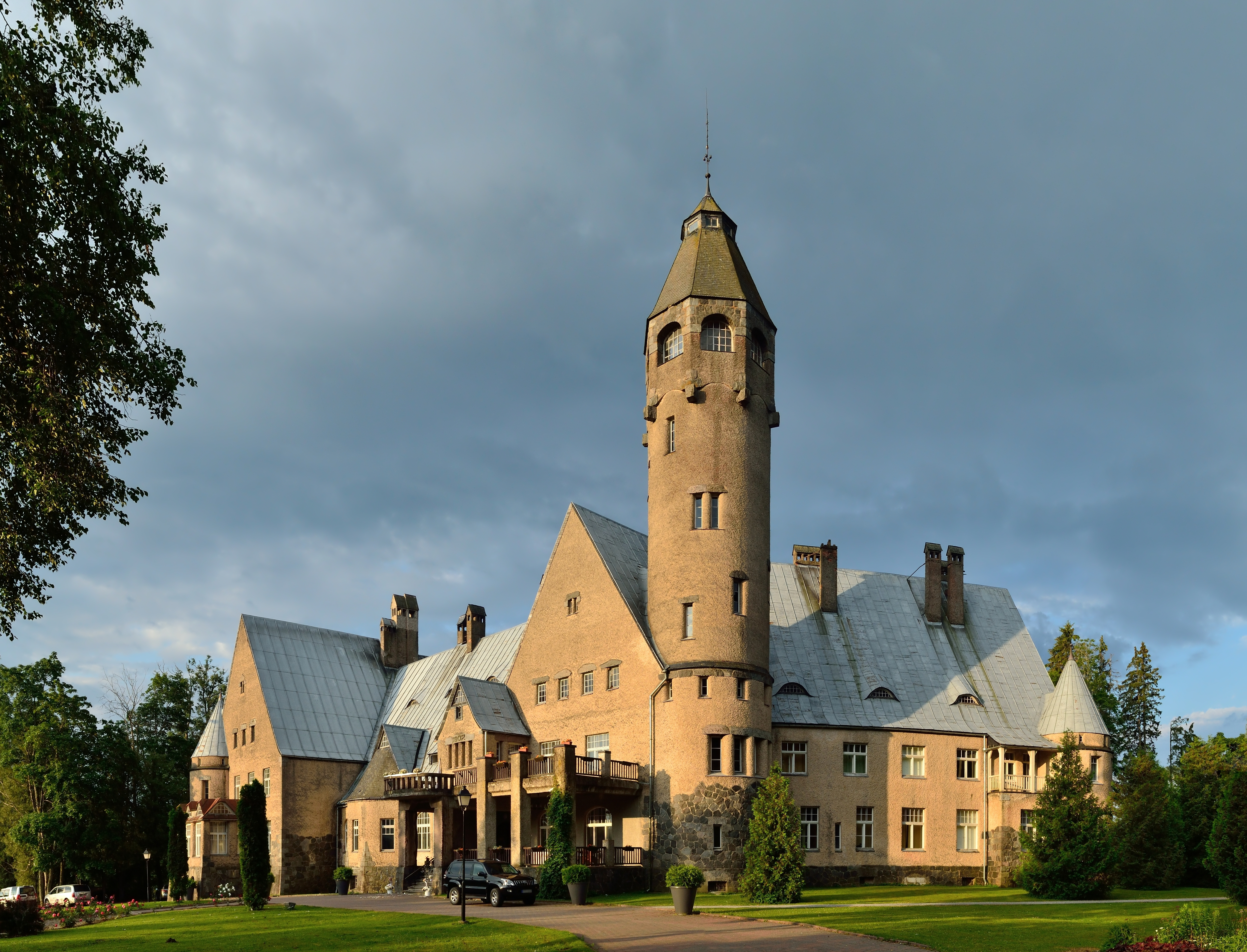
塔格佩拉城堡

海爾梅鄉，曾是愛沙尼亞瓦爾加縣的一個鄉村型市镇，位於該國南部，行政中心設於特爾瓦，面積313平方公里，2009年人口2,525，人口密度每平方公里8人。
2017年爱沙尼亚行政改革后，海尔梅市镇与其他市镇一起合并为新的特尔瓦市镇。
58°0′10″N 25°55′25″E / 58.00278°N 25.92361°E